# Vreemd vermogen
Het vreemd vermogen van een bedrijf wordt opgebouwd uit de verplichtingen of schulden die een bedrijf heeft. Dat houdt dus in dat een bedrijf geld zal moeten betalen voor ontvangen leningen, diensten en/of goederen.
Vreemd vermogen is onderdeel van de passiva en staat dus aan de credit-zijde op de balans. 
{\displaystyle \mathrm {Vreemd~vermogen=passiva-eigen~vermogen} }
Er wordt onderscheid gemaakt naar schulden op de korte termijn (vlottende schulden, binnen één jaar te betalen) en schulden op de lange termijn (langlopende schulden, later dan na 1 jaar te betalen). 
Voorbeelden van korte-termijn schulden:
- handelsschulden aan leveranciers
- overige crediteuren
- nog te betalen kosten
- kortlopend krediet

Korte termijn schulden zijn soms niet rentedragend en vallen onder de betalingsafspraken bij leveringen. Uitzondering hierop is de kredietfaciliteit bij een bank. Op het moment dat er van die faciliteit gebruikgemaakt wordt, moet er rente betaald worden. Vaak kan de bank een erg hoge rente aanrekenen omdat de nood aan geld erg groot is. Door een goede planning en budgettering kan deze situatie vermeden worden. De onderhandelingspositie van een bedrijf verstevigt immers naargelang er meer tijd zit tussen de datum van aanvraag en de datum waarop het geld effectief nodig is.
Voorbeelden van langlopende schulden:
- Obligatielening
- converteerbare leningen
- Medium Term Notes
- hypothecaire leningen
- leaseschulden

Over de langlopende schulden wordt vrijwel altijd rente berekend. Rente moet betaald worden aan de geldverschaffer. In het geval van een hypothecaire lening wordt er een onderpand gegeven voor de lening, een zekerheid waardoor de bank een lager risico van wanbetaling loopt en daarom een lagere rente zal berekenen.
In een (Belgische) balans wordt een onderscheid gemaakt tussen financiële schulden, handelsschulden, ontvangen vooruitbetalingen op bestellingen en overige schulden (al dan niet rentedragend). 